# 切羅基縣 (喬治亞州)
切羅基縣（英語：Cherokee County）是美國喬治亞州西北部的一個縣。面積1,124平方公里。根據美國2000年人口普查，共有人口141,903人。縣治坎頓（Canton）。
成立於1851年12月20日，縣名來自當地原住民切羅基族。